# Алуниш (Бузау)
Алуниш (рум. Aluniș) насеље је у Румунији у округу Бузау у општини Колци. Oпштина се налази на надморској висини од 632 m.

## Становништво
Према подацима из 2002. године у насељу је живело 191 становника, од којих су сви румунске националности.